# 洛濟 (霍羅爾區)
49°40′11″N 33°15′8″E / 49.66972°N 33.25222°E
洛濟（烏克蘭語：Лози）是烏克蘭中部的村落，隸屬波爾塔瓦州的盧布尼區。該村處於霍羅爾河右岸，分別距離韋列米伊夫卡1公里和延基1.5公里，2001年人口31。